# Scottish FA Cup 1969/70
Der Scottish FA Cup wurde 1969/70 zum 85. Mal ausgespielt. Der wichtigste schottische Fußball-Pokalwettbewerb, der vom Schottischen Fußballverband geleitet und ausgetragen wurde, begann am 6. Dezember 1969 und endete mit dem Finale am 11. April 1970 im Hampden Park von Glasgow. Als Titelverteidiger startete der Celtic FC in den Wettbewerb, der sich im Vorjahresfinale gegen die Rangers im Old Firm mit 4:0 durchsetzte. Bei der diesjährigen Austragung verlor Celtic das Endspiel um den Schottischen Pokal gegen den FC Aberdeen. Die Dons die nach 1947 ihren zweiten Pokalsieg in Schottland gewannen, nahmen in der folgenden Saison am Europapokal der Pokalsieger teil. Nach dem Finale kam es zwischen dem Schiedsrichter der Partie Bobby Davidson und dem Teammanager von Celtic Jock Stein zu Kontroversen, die auch einige Jahre nach dem Finale noch anhielten. Am 6. Mai 1970 verlor Celtic das Endspiel im Europapokal der Landesmeister gegen Feijenoord Rotterdam.

## 1. Qualifikationsrunde
Ausgetragen wurden die Begegnungen am 6. Dezember 1969.
|                  | Ergebnis |                       |
| ---------------- | -------- | --------------------- |
| Alloa Athletic   | 3:1      | FC Peterhead          |
| Berwick Rangers  | 1:0      | Brechin City          |
| Forres Mechanics | 0:2      | FC Clydebank          |
| FC Stenhousemuir | 0:1      | Gala Fairydean Rovers |
| FC Stranraer     | 3:1      | FC East Stirlingshire |

## 2. Qualifikationsrunde
Ausgetragen wurden die Begegnungen zwischen am 20. und 27. Dezember 1969. Das Wiederholungsspiel fand am 25. Dezember 1969 statt.
|                         | Ergebnis |                        |
| ----------------------- | -------- | ---------------------- |
| Albion Rovers           | 1:0      | Berwick Rangers        |
| FC Clydebank            | 1:0      | FC Queen’s Park        |
| Gala Fairydean Rovers   | 1:4      | FC Dumbarton           |
| FC Inverness Caledonian | 5:0      | Ross County            |
| FC Montrose             | 2:1      | FC Cowdenbeath         |
| FC Stranraer            | 1:1      | St. Cuthbert Wanderers |
| Tarff Rovers            | 1:0      | Alloa Athletic         |
| FC Vale of Leithen      | 1:2      | Hamilton Academical    |

Wiederholungsspiel
|                        | Ergebnis |              |
| ---------------------- | -------- | ------------ |
| St. Cuthbert Wanderers | 0:5      | FC Stranraer |

## 1. Hauptrunde
Ausgetragen wurden die Begegnungen am 24. Januar 1970. Das Wiederholungsspiel fand am 27. Januar 1970 statt.
|                  | Ergebnis |                         |
| ---------------- | -------- | ----------------------- |
| FC Aberdeen      | 4:0      | FC Clyde                |
| Airdrieonians FC | 5:0      | Hamilton Academical     |
| Albion Rovers    | 1:2      | FC Dundee               |
| FC Arbroath      | 1:2      | FC Clydebank            |
| Celtic Glasgow   | 2:1      | Dunfermline Athletic    |
| FC Dumbarton     | 1:2      | Forfar Athletic         |
| Dundee United    | 1:0      | Ayr United              |
| FC East Fife     | 3:0      | Raith Rovers            |
| FC Falkirk       | 3:0      | Tarff Rovers            |
| FC Kilmarnock    | 3:0      | Partick Thistle         |
| FC Montrose      | 1:1      | Heart of Midlothian     |
| Greenock Morton  | 2:0      | Queen of the South      |
| FC Motherwell    | 2:1      | FC St. Johnstone        |
| Glasgow Rangers  | 3:1      | Hibernian Edinburgh     |
| FC St. Mirren    | 2:0      | Stirling Albion         |
| FC Stranraer     | 2:5      | FC Inverness Caledonian |

Wiederholungsspiel
|                     | Ergebnis |             |
| ------------------- | -------- | ----------- |
| Heart of Midlothian | 1:0      | FC Montrose |

## Achtelfinale
Ausgetragen wurden die Begegnungen am 7. Februar 1970.
|                 | Ergebnis |                         |
| --------------- | -------- | ----------------------- |
| FC Aberdeen     | 2:1      | FC Clydebank            |
| Celtic Glasgow  | 4:0      | Dundee United           |
| FC Dundee       | 3:0      | Airdrieonians FC        |
| FC East Fife    | 1:0      | Greenock Morton         |
| FC Falkirk      | 2:1      | FC St. Mirren           |
| Forfar Athletic | 0:7      | Glasgow Rangers         |
| FC Kilmarnock   | 2:0      | Heart of Midlothian     |
| FC Motherwell   | 3:1      | FC Inverness Caledonian |

## Viertelfinale
Ausgetragen wurden die Begegnungen am 21. Februar 1970.
|                | Ergebnis |                 |
| -------------- | -------- | --------------- |
| Celtic Glasgow | 3:1      | Glasgow Rangers |
| FC East Fife   | 0:1      | FC Dundee       |
| FC Falkirk     | 0:1      | FC Aberdeen     |
| FC Motherwell  | 0:1      | FC Kilmarnock   |

## Halbfinale
Ausgetragen wurden die Begegnungen am 14. März 1970.
|                | Ergebnis |               |
| -------------- | -------- | ------------- |
| FC Aberdeen    | 1 1:0 1  | FC Kilmarnock |
| Celtic Glasgow | 2 2:1 2  | FC Dundee     |

## Finale
| FC Aberdeen                              | FC Aberdeen | Celtic Glasgow | Celtic Glasgow |
| ---------------------------------------- | --- | --- | -------------- |
| FC Aberdeen                              | \| Finale \| \| 11. April 1970 in Glasgow (Hampden Park) \| \| Ergebnis: 3:1 (1:0) \| \| Zuschauer: 108.434 \| \| Schiedsrichter: Bobby Davidson \| \| Spielbericht \|                 | \| Finale \| \| 11. April 1970 in Glasgow (Hampden Park) \| \| Ergebnis: 3:1 (1:0) \| \| Zuschauer: 108.434 \| \| Schiedsrichter: Bobby Davidson \| \| Spielbericht \|                                  | Celtic Glasgow |
| FC Aberdeen                              | Bobby Clark – Henning Boel, Tommy McMillan, Martin Buchan, Jim Hermiston – Derek McKay, George Murray, Davie Robb, Arthur Graham – Jim Forrest, Joe Harper Cheftrainer: Eddie Turnbull | Evan Williams – David Hay, Billy McNeill, Jim Brogan, Tommy Gemmell – Jimmy Johnstone, Bobby Murdoch, Bobby Lennox, John Hughes (Bertie Auld) – George Connolly, Willie Wallace Cheftrainer: Jock Stein | Celtic Glasgow |
| FC Aberdeen                              | 1:0 Joe Harper (27., Elfm.) 2:0 Derek McKay (82.) 3:1 Derek McKay (90.) | 2:1 Bobby Lennox (89.) | Celtic Glasgow |
| Finale                                   | | |                |
| 11. April 1970 in Glasgow (Hampden Park) | | |                |
| Ergebnis: 3:1 (1:0)                      | | |                |
| Zuschauer: 108.434                       | | |                |
| Schiedsrichter: Bobby Davidson           | | |                |
| Spielbericht                             | | |                |